# Tularemia
La tularemia, también conocida como fiebre de los conejos o fiebre de las liebres silvestres, es una enfermedad infecciosa potencialmente grave causada por la bacteria Francisella tularensis. Es endémica en Norteamérica, Europa y Asia. Siendo los huéspedes reservorios roedores y conejos diversos, y vectores frecuentes las garrapatas y ciertas moscas hematófagas.

## Historia
La enfermedad fue descrita en 1911, durante un brote en California. Se observó que se transmite a los seres humanos por el contacto con los cuerpos de los animales infectados, mostrándose como un problema creciente entre los agricultores, los cazadores y los cocineros.

## Agente infeccioso

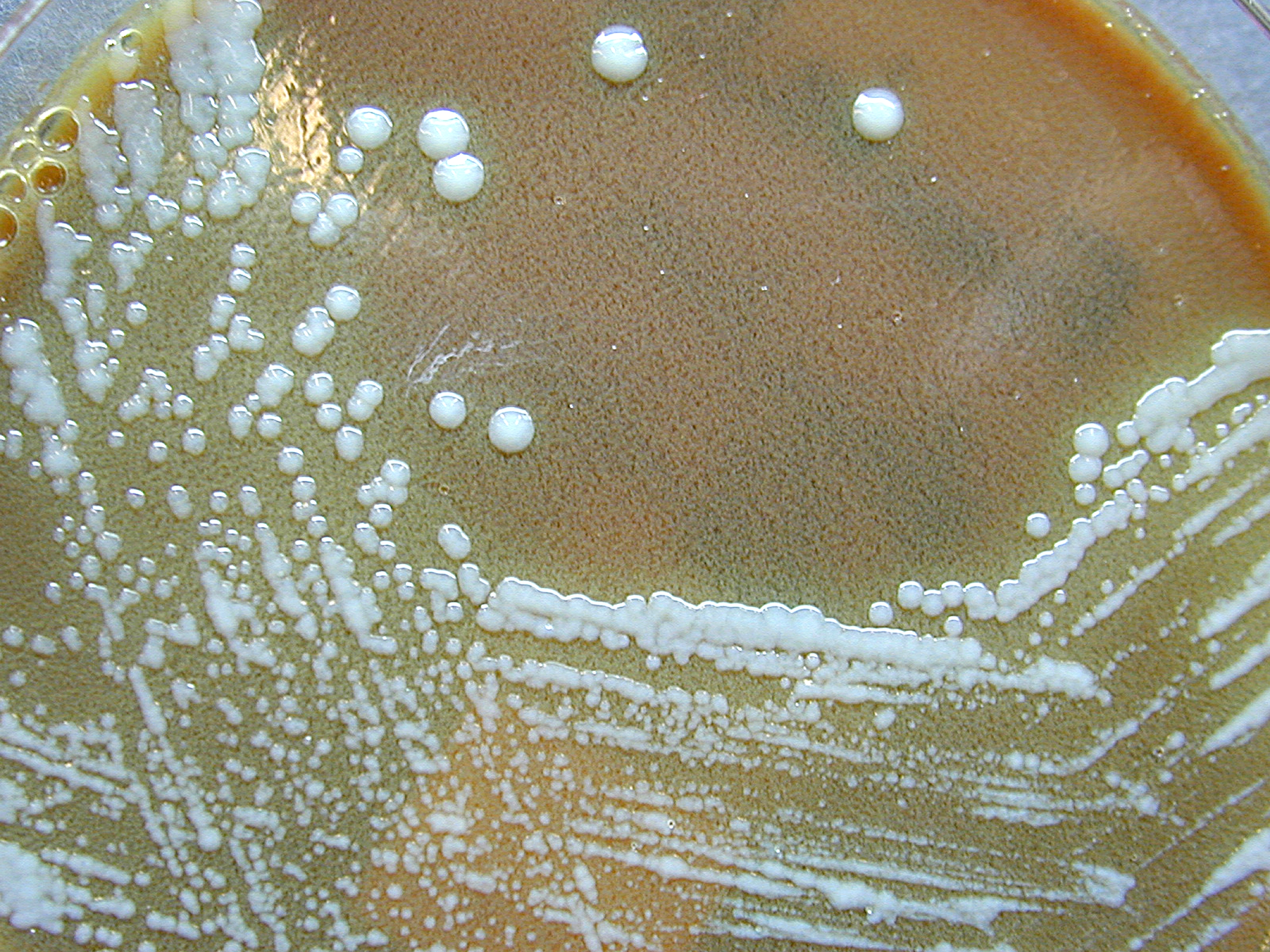
Cultivo de Francisella tularensis, causante de la tularemia.

La bacteria responsable de la infección, Francisella tularensis, es un cocobacilo gramnegativo, resistente al frío e incluso a la congelación, y notablemente resistente a la lejía, pero sensible a los desinfectantes comunes. Es una bacteria muy infecciosa, es decir, se necesita muy poco inóculo (cantidad de bacterias) para lograr la infección.
Hay dos variedades, distintas por sus características de cultivo y también por su virulencia. F. t. tularensis, que es propia de Norteamérica, es la más virulenta para las personas; en Asia y Europa se presenta la variedad F. t. palaeartica, menos virulenta.

## Epidemiología
La enfermedad es endémica en Norteamérica, y en partes de Europa y Asia. Los reservorios son muy diversas especies de mamíferos pequeños de los órdenes roedores (ratones, ratas, ardillas, etc.) y lagomorfos (liebres, conejos y pikas). 
Los pequeños roedores son muy sensibles a la infección, sufriendo una alta mortalidad cuando se producen las epidemias. Estas son favorecidas por una alta densidad de población y, después de ellas, los roedores supervivientes presentan inmunidad persistente. En los animales domésticos la infección suele tener un carácter subclínico, es decir, apenas produce signos.

## Transmisión
La transmisión puede ocurrir de muchas maneras:
- Por contacto físico con el cuerpo infectado de animales, sobre todo a través de heridas y mucosas. Ésta es la única forma frecuente de transmisión de la variante propia de Europa y Asia. Cazadores, carniceros, granjeros y peleteros, guardas rurales y, en general, personas que frecuentan el campo son las que con mayor probabilidad pueden infectarse.
- Picadura por diversos artrópodos. Los vectores primarios son sobre todo garrapatas y tábanos, pero puede transmitirla una amplia variedad de animales.
- Por agua contaminada con la bacteria. Se estima que en Norteamérica una fracción significativa de las transmisiones (5-10 %) se produce de esta manera.
- Por inhalación. Hay que tomar precauciones con el polvo que levantan las labores agrícolas y las obras públicas.

No se transmite por contagio directo, es decir, por contacto con una persona enferma o portadora. No es necesario aislar a los enfermos de tularemia.
Las personas que saben que han estado expuestas a la bacteria, por ejemplo inhalando polvo donde hay animales muertos por la enfermedad, deben comunicarlo al médico, que probablemente decretará un tratamiento preventivo con antibióticos. El simple contacto con enfermos no es causa de contagio, así que no es necesario un tratamiento preventivo si esta es la única causa conocida de riesgo.
La persistencia en el ambiente puede ser de varias semanas, durante las cuales, después de una epidemia, deben mantenerse la vigilancia y las precauciones.

## Manifestaciones clínicas
Se han descrito seis formas clínicas:
- Glandular
- Ulceroglandular
- Oculoglandular
- Orofaríngea
- Tifoidea
- Neumonía

La incubación puede durar de 1 a 14 días, siendo 3-5 lo más frecuente. La enfermedad, si no se trata, dura entre 3 y 6 semanas.
Entre los síntomas generales se incluyen:
- fiebre súbita
- escalofrío
- priapismo[1]
- dolores de cabeza
- diarrea
- dolores musculares
- dolor en las articulaciones
- tos seca
- debilidad progresiva

Otros síntomas de la tularemia dependen de la manera como la persona entró en contacto con la bacteria de la tularemia. Se producen úlceras en el foco infeccioso cuando la infección es por contacto, dolor e inflamación de las ganglios linfáticos, dolor e inflamación de los ojos y dolor de garganta.
Las personas también pueden contraer neumonía, cuando el contagio es por inhalación, lo que no es frecuente, y presentar dolor en el pecho, esputo sangriento, así como dificultades para respirar.

## Diagnóstico
Son útiles en el diagnóstico de la tularemia:
- Serología para tularemia
- Prueba de PCR (reacción en cadena de la polimerasa) de una muestra de una úlcera
- Hemocultivos
- Radiografía de tórax

## Tratamiento
El antibiótico de elección es la estreptomicina. También puede ser tratada con quinolonas, gentamicina, tetraciclinas o cloranfenicol.
Las personas que han quedado expuestas a la bacteria de la tularemia deben recibir atención médica tan pronto como sea posible. La enfermedad puede llegar a ser mortal, pero se trata adecuadamente con antibióticos. Se trata de una infección aguda, pero también puede cronificarse. No es necesario el aislamiento.
Se investiga desde hace tiempo en vacunas para la tularemia, pero no han pasado de la fase experimental.